# 酸素分圧
酸素分圧（さんそぶんあつ）とは流体の体積あたりの酸素量を現す指標である。

## 気体中の酸素分圧
気体中の酸素分圧は、気圧×酸素濃度（純酸素を1.0として）であらわされる。
気圧の単位は、物理学・化学の領域ではhPaや{\displaystyle N/m^{2}}で、医学・生理学の領域ではmmHgで表されることが多い。
気体中の酸素分圧が低い状態では酸素の摂取量が減り呼吸が苦しくなる。気体中の酸素分圧は気圧と酸素濃度によって上下する。
高い場所など大気圧が低い場所では酸素濃度(パーセント濃度)自体は平地と同じでも、酸素分圧が下がるために呼吸が苦しくなる。逆に気圧が低くても酸素濃度が高ければ呼吸は苦しくならない。宇宙船や宇宙服の中などは低圧高酸素濃度状態になっている。
赤血球は酸素分圧が高い場所で酸素を受け取り二酸化炭素を吐き出し、酸素分圧の低い場所では酸素を放出して二酸化炭素を受け取る。このため、人間を含む呼吸する生物は酸素分圧が極端に低い空気を吸い込むと、肺から血液中の酸素が吸いだされるという逆転現象が起こり、急速に酸欠に陥り死亡することもある。実際にこのような死亡事故は何度も起きており、作業場所によっては重要な注意事項になっている。
逆に酸素分圧が高すぎる状態になると、酸素中毒を起こす。

## 液体中の酸素分圧
主に医学・生理学領域で用いられる概念である。
酸素が溶解している液体と気体または真空を接触させていると、液体側に多くの酸素が含まれている場合には気体側に酸素が移り、液体側に含まれる酸素が少ない場合には気体中の酸素が液体に溶解する。そして、ある時点で液体・気体双方の酸素含有量がともに変化しない状態、つまり平衡に達する。平衡に達していても、酸素の溶解や放出は（分子レベルでは）絶えず行われているが、マクロな視点で見れば単位時間当たりの溶解する酸素量と放出される酸素量が同じになっている。このため平衡の状態では酸素含有量が変化しない。
この平衡の状態にどこで達するかは、液体側は液体の性質および酸素含有量と温度に依存するが、気体側は気体中の酸素分圧（上記の定義参照）のみに依存する。
ここにある量の酸素を溶解させた液体が存在するとき、その液体とちょうど平衡に達する気体の酸素分圧が、「液体の酸素分圧」と定義される。

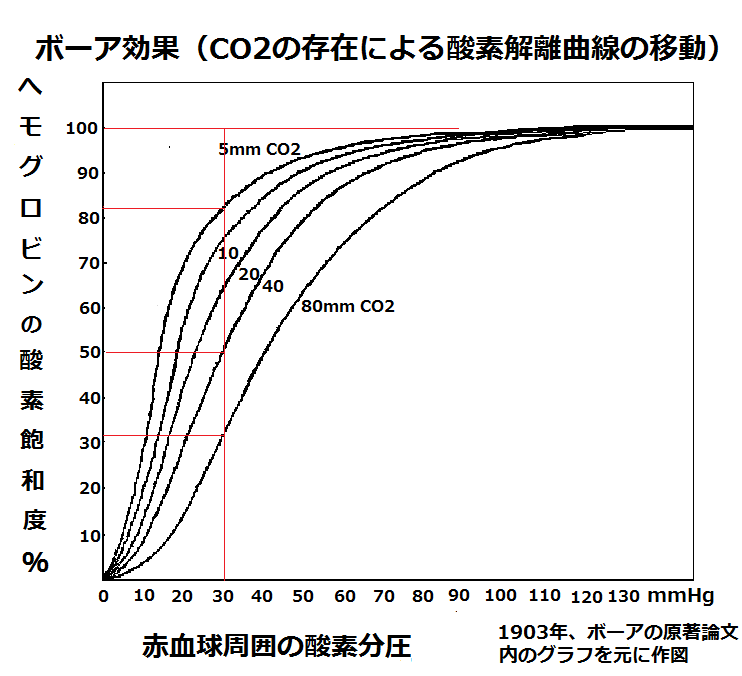
ボーア効果。ボーアの原論文を元にした説明。酸素に富み、二酸化炭素の少ない肺（酸素分圧100mmHG、二酸化炭素分圧5mmHg程度)ではヘモグロビンの酸素飽和度はほぼ100％になる。赤血球はそのまま酸素の少ない組織（例えば酸素分圧30mmHg、図の赤線）に行くが、もしも二酸化炭素が無い環境だと持っている酸素の内18％程度しか放出できないが、組織内に二酸化炭素（40mmHg）があると約50％、二酸化炭素（80mmHg）があると約70％もの酸素を放出することが出来る

血液は肺胞（酸素分圧100mmHg程度）の毛細血管を0.75秒ほどで通過する間に、ほぼ平衡に達する。こうして動脈血の酸素分圧は約100mmHgとなる。体組織の細胞周囲の酸素分圧は20~30mmHgであり、動脈血と酸素分圧に差があるため、末梢の毛細血管では組織液と血液が平衡に達しようとして酸素が血液から組織液に移る。こうして酸素が体組織に運ばれている。酸素を運び終えた静脈血の酸素分圧は、40mmHg程度である。
血液は一般的な液体に比べると、同じ酸素分圧でもはるかに多くの酸素を含んでいる。これは赤血球内の色素ヘモグロビンが酸素と結合することによる｡
経皮的動脈血酸素飽和度と動脈血酸素分圧には、下表のような関係がある。

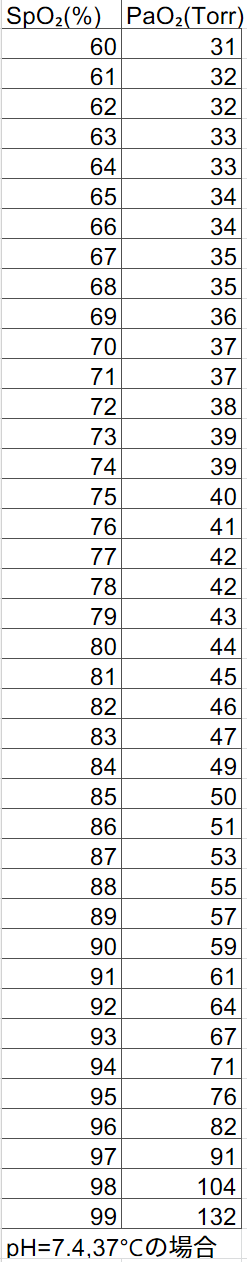
経皮的動脈血酸素飽和度(SpO₂)と動脈血酸素分圧(PaO₂)の相関表。